# Tilleul de Sully

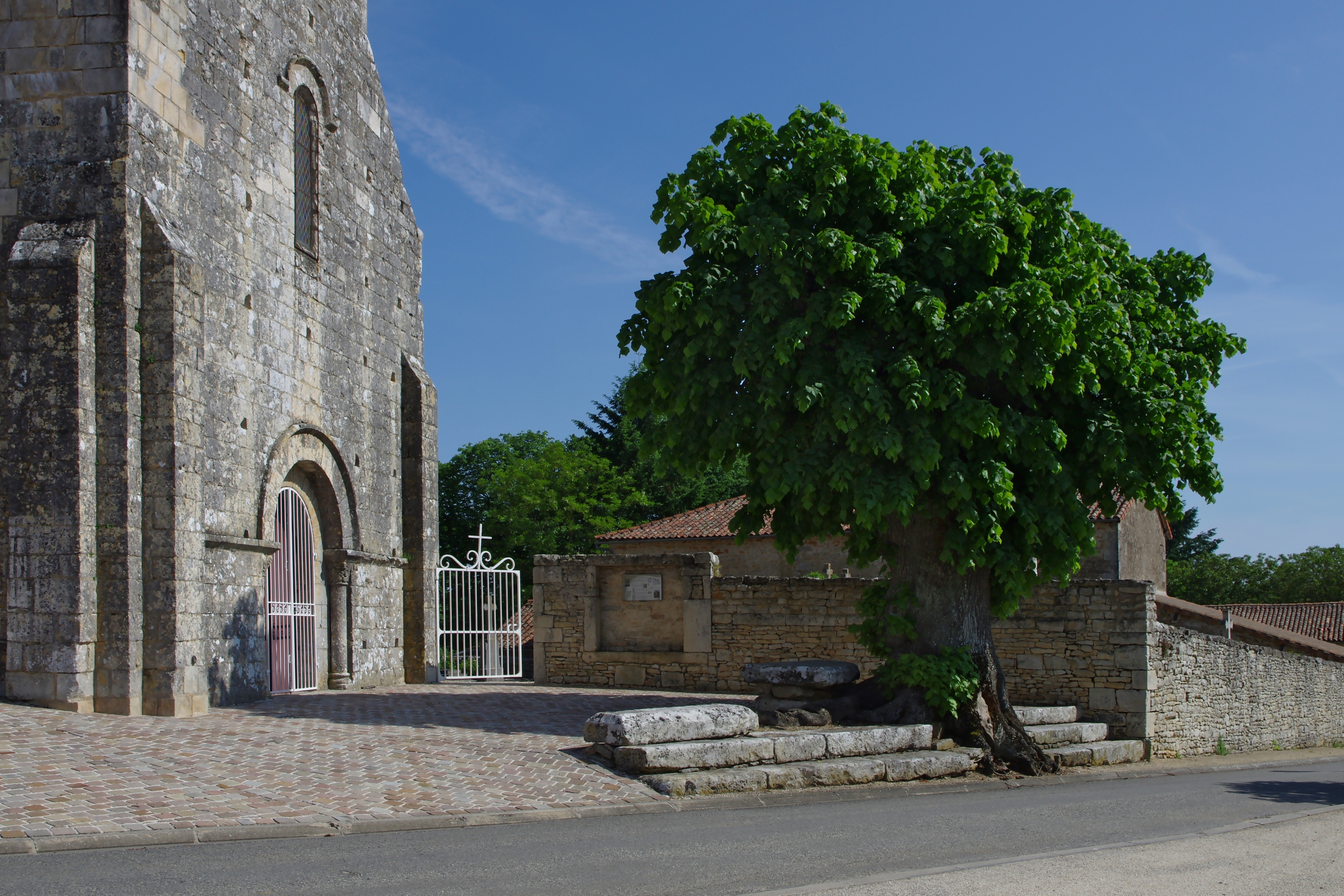
Le tilleul de Sully devant l'église de Saint-Pierre-d'Exideuil dans la Vienne.

Un tilleul de Sully est un tilleul remarquable et ancien dont l'origine remonterait à une décision de Sully, ministre d'Henri IV et grand voyer de France de faire planter des tilleuls ou des ormes dans les villages de France, devant la porte de l'église ou sur la place principale. De nombreux tilleuls de Sully subsistent encore dans les villes et villages de France, sans qu'il soit toujours possible d'établir que la plantation en est à relier à cette initiative de Sully.

## Présentation

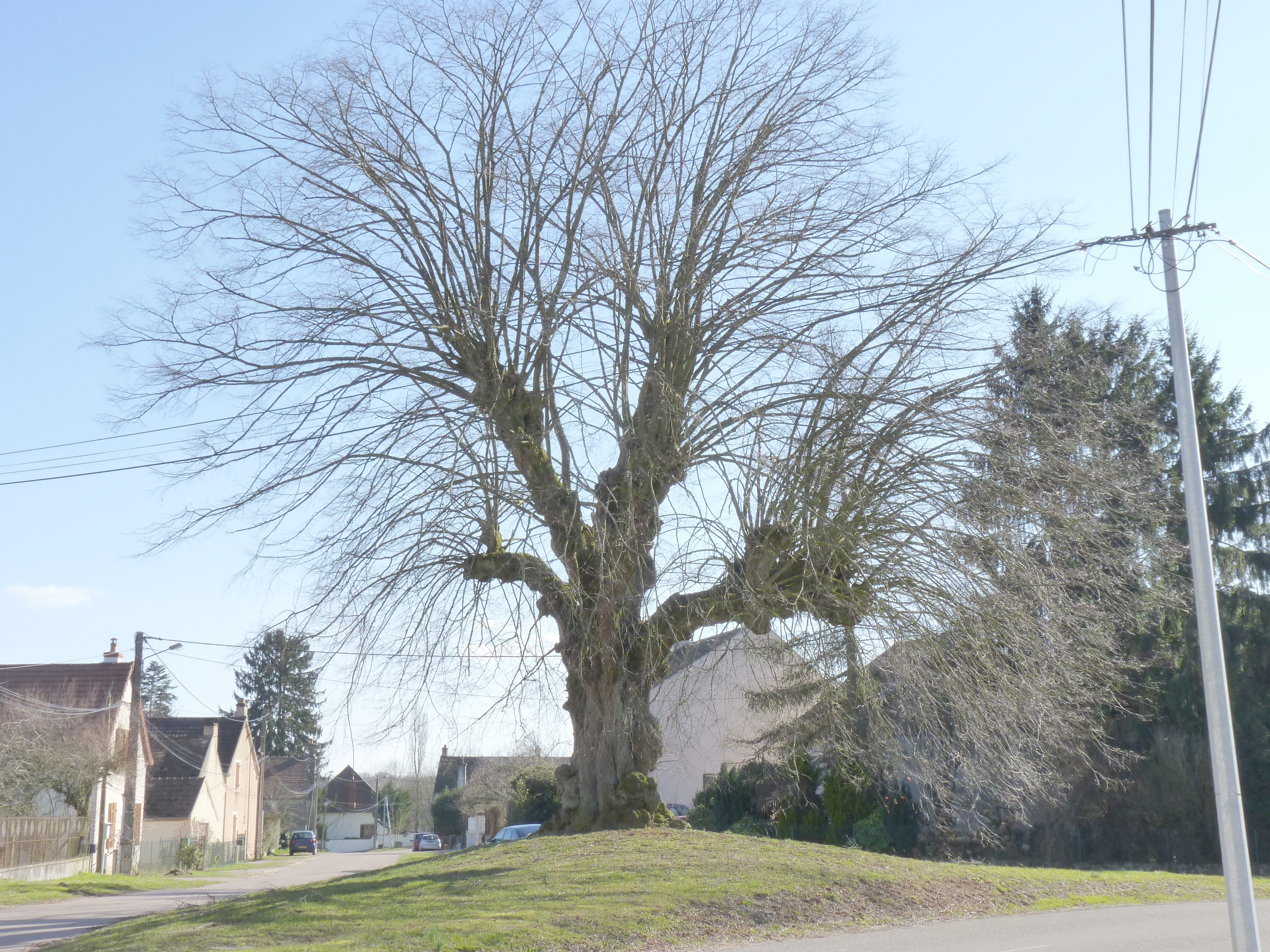
Le tilleul de Sully sur une place de Magny-lès-Aubigny en Côte-d'Or.

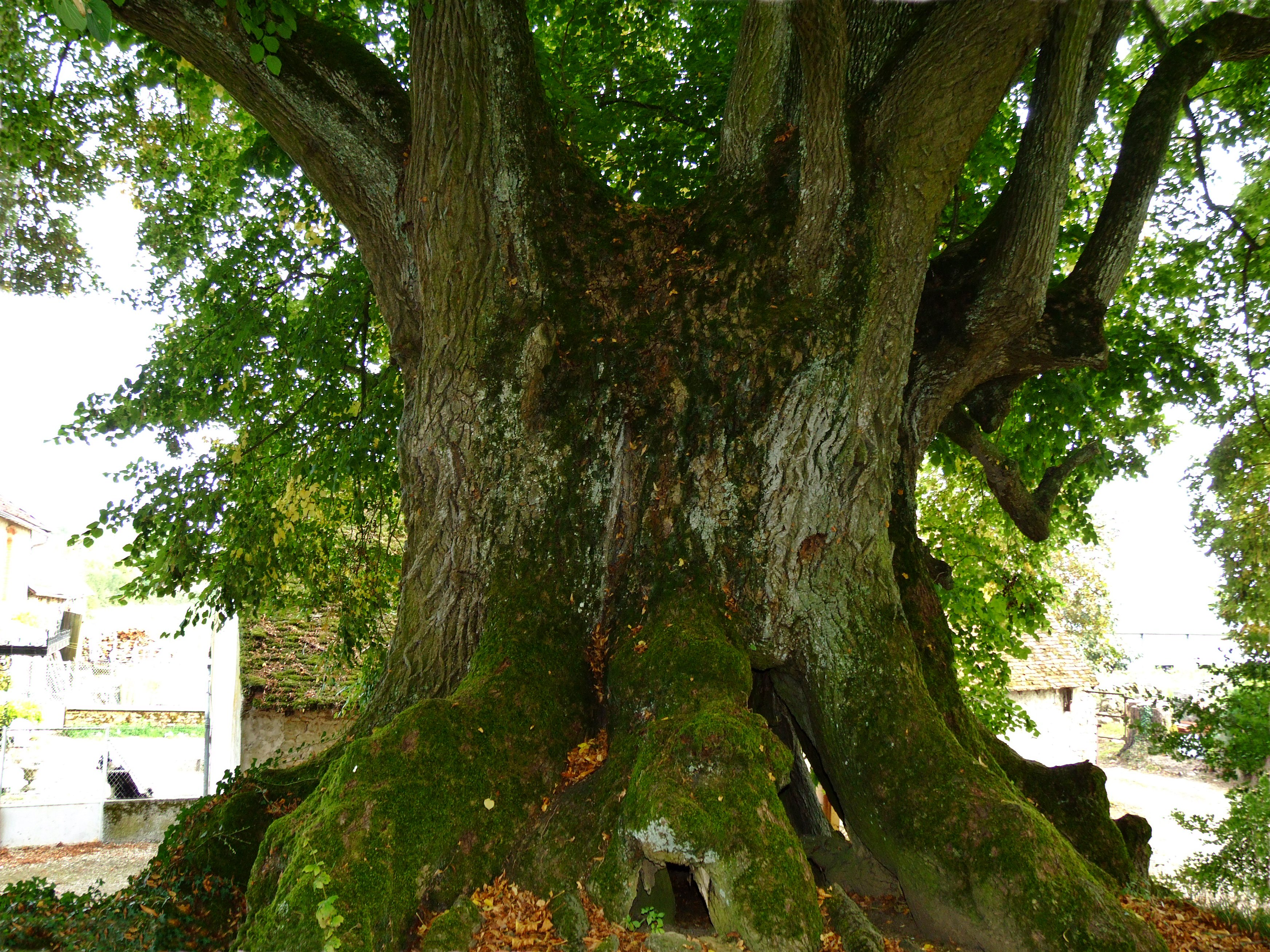
Le tilleul de Veilly (Côte-d'Or) mesure 25 m de haut et 10 m de circonférence.

On dit parfois « un sully » pour désigner un de ces arbres dont la tradition, le plus souvent orale, fait remonter l'origine à Sully, et qui a peut-être à voir avec la tradition des tilleuls de justice.
Ces arbres étaient destinés à abriter les assemblées des villageois tenues au sortir de la messe pour traiter des affaires de la paroisse.
Les tilleuls de Sully, fragilisés par leur vieillesse, sont souvent victimes des intempéries, comme le tilleul de Planay (Côte-d'Or) : en partie creux à l'intérieur, il a été très endommagé par la tornade du 27 juillet 2013. Le tilleul de Sainte-Colombe-des-Bois (Nièvre) a été fortement endommagé par un orage en 2007, celui de Montgibaud (Corrèze) par la tempête de décembre 1999. D'autres, de grande hauteur et isolés, ont été frappés par la foudre : à Saint-Romain (Côte-d'Or), le 25 avril 1924, à Blannay (Yonne) ; celui de Journans (Ain), coupé en deux par la foudre, a été consolidé avec une maçonnerie en briques et un cerclage métallique. Le tilleul de Sully de Saint-Martin-le-Vinoux (Isère), de six mètres de circonférence, consolidé par un tuteur en béton datant de 1881, se trouvait dans le cimetière du village ; âgé de 400 ans, le tilleul était répertorié dans l'inventaire des « arbres remarquables de France » ; il a été coupé en 2002 ; il s'agissait de l'arbre le plus âgé du massif de la Chartreuse. Quant aux ormes, ils sont victimes d'une maladie, la graphiose de l'orme.

## Intérêt de Sully pour les arbres
Sully a manifesté son intérêt pour la plantation d'arbres dans d'autres contextes que celui de ces tilleuls et ormes villageois. Nommé grand voyer de France en 1599, il a veillé à la réfection et à la modernisation du réseau routier du royaume ; il a fait planter des ormes le long des routes pour les ombrager. Nommé grand maître de l'artillerie de France, il aménage l'Arsenal de Paris et ses alentours selon un plan grandiose dû à Philibert de L'Orme ; en 1603, sur la berge de la Seine, une grande allée est plantée de mûriers, qui furent par la suite remplacés par des ormes.